# Reichardtiolus duriculus
Reichardtiolus duriculus är en skalbaggsart som först beskrevs av Edmund Reitter 1904.  Reichardtiolus duriculus ingår i släktet Reichardtiolus och familjen stumpbaggar. Inga underarter finns listade i Catalogue of Life.